# Pont Staro-Nikolsky
Le pont Staro-Nikolsky enjambe le canal Krioukov dans le district de l'Amirauté de Saint-Pétersbourg, en Russie. Il relie les îles Spassky et Pokrovsky. Il est répertorié monument d'histoire et de culture .

## Emplacement
Il est situé le long de l'axe de la rue Sadovaïa, à l'intersection du canal Krioukov et du canal Griboïedov. Le pont Staro-Nikolsky forme un ensemble avec les ponts Pikalov et Krasnogvardeïsky qui enjambent le canal Griboïedov à proximité.
Le marché Nikolsky et la cathédrale Saint-Nicolas-des-Marins sont situés près du pont.
En amont se trouve le Pont Kachine, en aval le pont Smejny.
Les stations de métro les plus proches sont Sadovaïa, Sennaïa plochtchad et Spasskaïa.

## Nom
Le pont porte le nom de la cathédrale Saint-Nicolas-des-Marins voisine. Initialement, le pont s'appelait Nikolsky (Saint-Nicolas). Cependant, en 1849, après que le pont voisin sur le canal Catherine a commencé à s'appeler Novo-Nikolsky, le pont sur le canal Krioukov a été nommé Vieux-Pont-Nicolas ou Staro-Nikolsky ,.

## Histoire
De 1717 à 1720, un pont de bois existait sur ce site . En 1784-1786, le pont a été reconstruit selon la conception standard des ponts du canal Krioukov. Il s'agissait d'un pont en bois à trois travées sur des supports de maçonnerie en moellons, revêtus de granit. L'auteur du projet est inconnu . Au cours du XIXe siècle, le pont a été réparé plusieurs fois : le pont-levis central a été remplacé par un pont permanent, en 1842 de nouvelles grilles ont été installées .

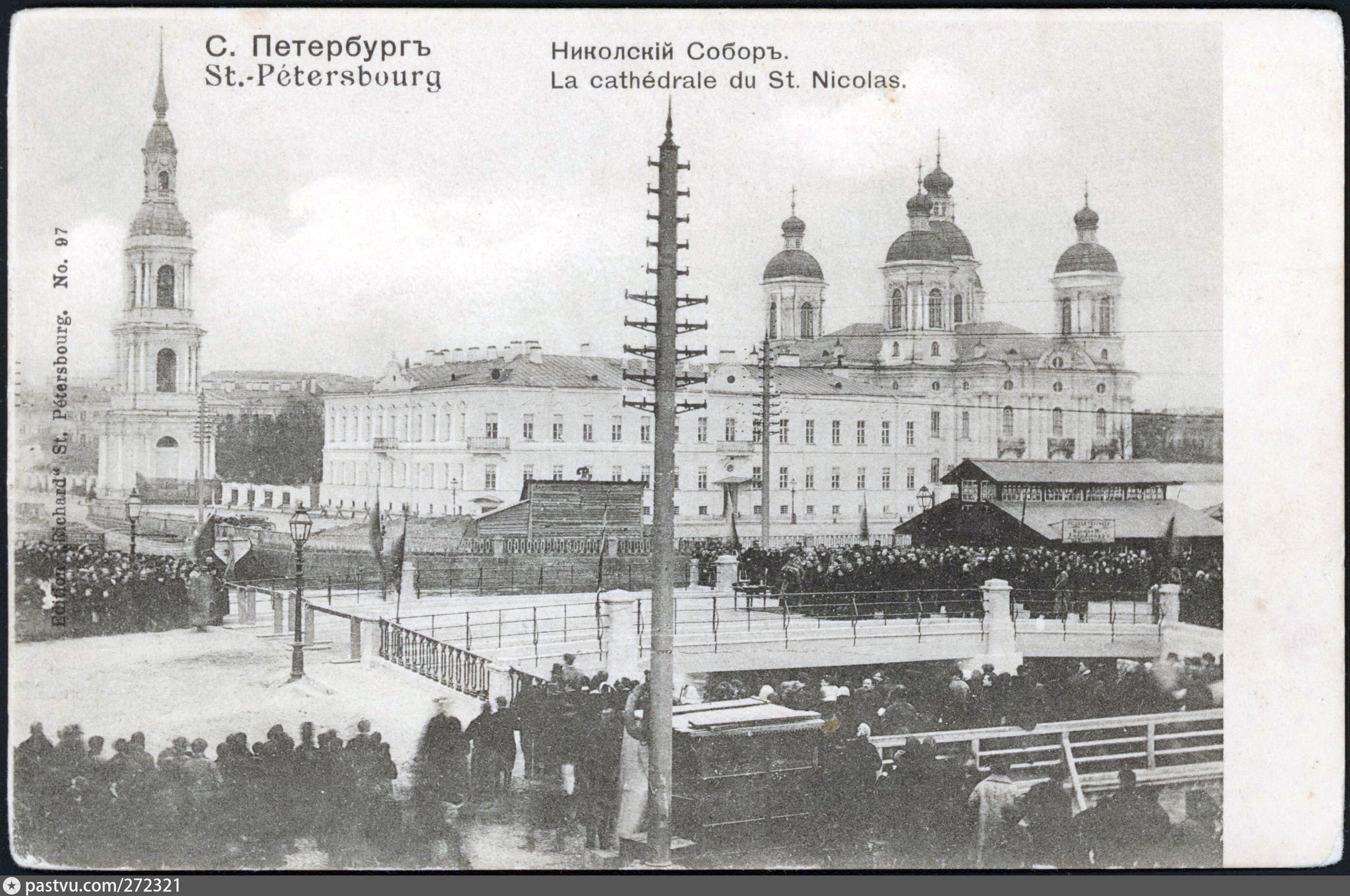
Ouverture du pont après réparations en 1887

En 1887, le pont est remanié pour y poser une ligne de tramway. Les fondations et les supports ont été déplacés . Les travaux de déplacement des supports ont été réalisés en fosse sèche . Le 11 octobre 1887, le pont est officiellement inauguré en présence du maire et des membres du Conseil qui, après la consécration du pont, effectuent un essai en calèche .
En 1905-1906, dans le cadre de l'ouverture prévue de la circulation des tramways le long de la rue Sadovaïa, le pont a été reconstruit selon le projet des ingénieurs Pchenitsky, Efimiev et Bers . Les piliers du pont ont été déplacés et élargis. Les poutres en bois de la travée ont été remplacées par des poutres métalliques. Les murs de soutènement du remblai adjacent au pont ont été épaissis. La largeur du pont est passée de 13,6 à 20,2 m  et de nouvelles rampes ont également été installées.
Au moment des travaux, une passerelle piétonne temporaire a été érigée. La reconstruction du pont a été réalisée par les entrepreneurs Petrov, Iourensky, Katchourine et Rjechevsky de décembre 1905 au 15 septembre 1906. Le pont a été accepté et testé le 21 septembre 1906  . La supervision technique des travaux de construction a été effectuée par l'ingénieur Pchenitsky . Le coût des travaux était de 65 177 roubles .

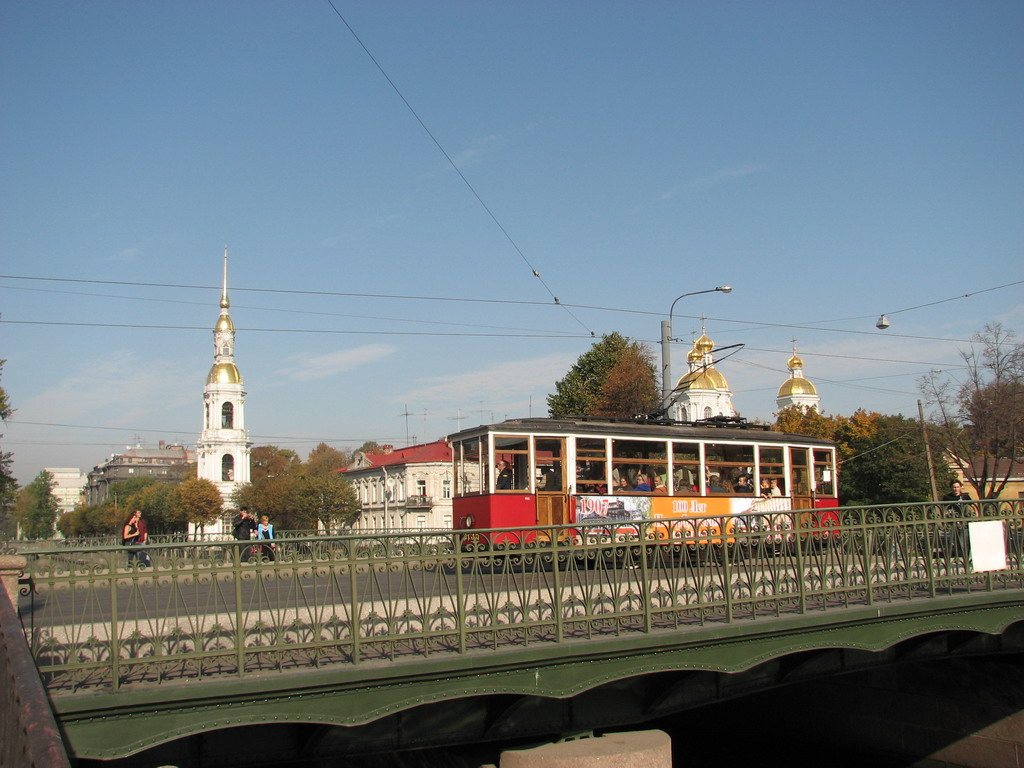
Tram MS-2 sur le pont Staro-Nikolsky

En 1988, le pavage en dolérite est remplacé par du béton bitumineux. En 1994-1995, les corniches, le trottoir et une partie de la travée ont été réparés .
À la fin des années 1990, un besoin de réparation et de reconstruction du pont est apparu en raison de l'état insatisfaisant des structures de travée. Le client était le Comité de développement de l'administration de Saint-Pétersbourg. Les travaux ont commencé en décembre 2003 . Au moment des travaux, une passerelle piétonne temporaire a été érigée. En outre, le renforcement et la restauration du revêtement en granit des sections adjacentes du remblai du canal Krioukov ont également été effectués. Le 21 octobre 2004, après les rénovations, le pont a été accepté par la commission d'État .

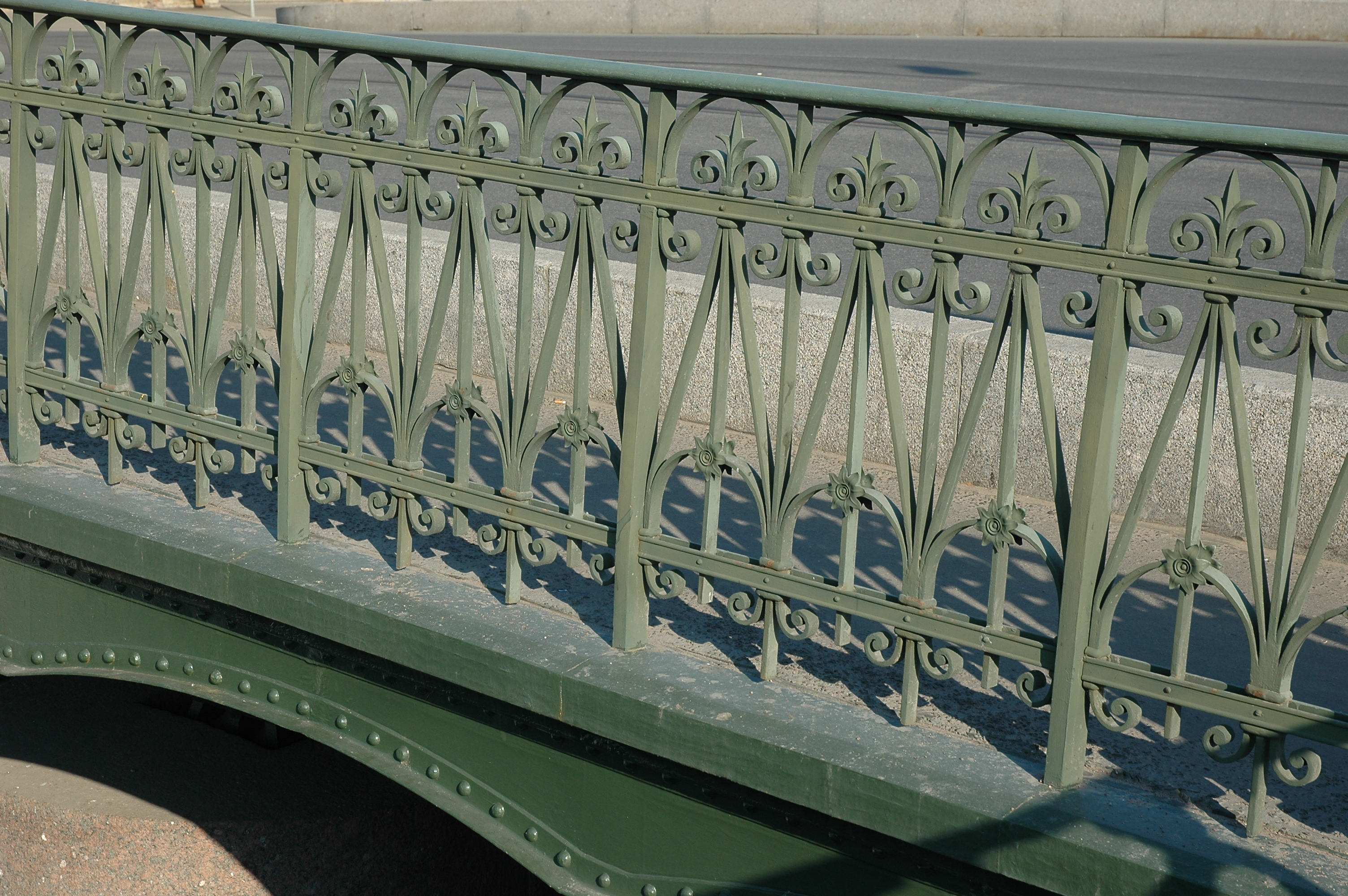
La rambarde du pont Staro-Nikolsky

Le pont Staro-Nikolsky est un pont métallique à trois travées avec un système de poutres continues. Il se décompose en les travées suivantes : 5,95, 11,16, 5,95 m . Une dalle en béton armé est disposée au-dessus des poutres. Les supports sont en maçonnerie de moellons avec un bardage en granit massif. La largeur totale du pont est de 20,2 m (dont la largeur de la chaussée est de 17 m et les deux trottoirs de 1,6 m chacun). La longueur du pont est de 24,3 m .

## Voir également
- Liste des ponts à Saint-Pétersbourg
- Canal Krioukov